# 下方貞清

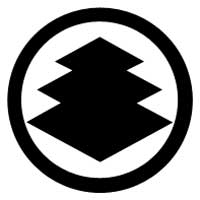
丸に三階菱

下方 貞清（しもかた さだきよ）は、戦国時代から江戸時代初期にかけての武将。織田氏の家臣。尾張上野城主。

## 家系
家系は清和源氏義光流甲斐源氏小笠原氏の庶流。家紋は丸に三階菱。

## 経歴
大永7年（1527年）、尾張国春日井郡上野城（現在の愛知県名古屋市千種区上野）に生まれる。
天文10年（1541年）、父貞経病死の後、相続し、上野城を守る。尾張春日井郡名塚村（現在の名古屋市西区）において岩倉織田氏・織田信安との戦いで初陣。
天文12年（1543年）、三河国小豆坂の戦いで功名し、小豆坂七本槍に数えられる。主君織田信秀から古今無双の高名と賞せられ感状を賜る。尾張国海津表において清洲衆の坂井甚介、織田与一衛門、上田三四郎と中条弥十郎、中条小一郎（家忠）、柴田勝家、佐々庄之助、下方貞清が槍を合わす。貞清は勝家に先んじて首級を得る。
天文20年（1551年）、尾張国萱津の戦いにおいて、清洲織田信友勢が負けに及ぶ所、家老の川尻左馬介が足軽騎馬百ばかりを引きつれ、稲葉地において川を隔てて攻め合った。川尻は尾張勢を追って真っ先に駈けて武勇を振るい戦ったが、足軽等は後に続かなかったため、一騎で稲葉地川を乗り越し、松原に乗り上げた。そこに貞清が駈け合い、互いに馬上で突き合った。不破三右衛門（あるいは半左衛門、後休庵と号す）、森弥五兵衛の二人が行き掛り、「左近よくつかまつる」と言葉をかけ見物した。ついには貞清が川尻を突き落とし首を得る。三人で連れだって引き取る時に、柴田勝家に出合わせ、「ただ今稲葉地川を渡り越す所、白黒赤三段の毛の指し物川上より流れ来り馬足に懸かる、これ今日の城方の大将の指し物とこれを知る故、取り上げ来る、即ち左馬の指し物也」と言って貞清に譲った。これを「珍しき高名」と信長は甚だ御感にして感状を賜る。
美濃国菅野大神山合戦において、斎藤家の武者頭春日丹後守勢に対して柴田勝家、下方貞清が一番に鎗を合わせた。丹後守の兵十四・五騎に二人は引き包まれ、数ケ所の傷を負った。ようやく切り抜け引き取る所、丹後守の人数のなかから朱の具足を着て、鹿毛の馬に乗った一騎が退かせまじと急いで追ってきた。二人は引き返し、たちまち突き落とし、貞清がその首を取ろうと駈け寄ったが、敵も走り付けて隙間なく折り立つため首を取ることができなかった。一町ほど退く時に、森可成が乗り来て、「今突き落としながら首を取らざるは如何」と言って引き返し、「首を取るべし」と戒めた。しかし二人とも深手を追っており、引き返すことができなかった。可成が立ち帰ったが、手負いの者を丹後守勢の十四・五騎が引き包んで、丹後守の備えに入った。後に聞くところによれば、この者は丹後守の兄、春日采女（或は出羽守と言う也）であったという。
近江国畑掛山における浅井勢との戦いの時、貞清は二百騎あまりに下知を加え踏み留まり、浅井勢を山彦という所まで追い返し、味方は首九級を取る。貞清は首一級を得る。北嶋伴助がしきりに所望するのでこれを譲った。この時に貞清は額に傷をこうむる。
永禄3年（1560年）5月19日、桶狭間の戦いで首一級を取る。
永禄12年（1569年）伊勢侵攻において、滝川一益が大河内城を攻める時、瞑蛇谷口において尾張勢七・八十騎が討ち死にし大いに崩れた。貞清は門脇において手際をふるって首級を得る。久須城を攻める時には、城戸口に半時余りも少しも去らずに詰めよった。その間に城兵が木戸を開いて三度突き出るが、貞清と生駒三左衛門が真っ先に進み、その度に城内に追い入った。また、八田山城を攻める時には、晦日曲輪において、貞清が先んじて南角櫓へ一番に乗り入り、その勇を顕わす。
元亀元年（1570年）、姉川の戦いにおいて、信長の眼前において一番に鎗を合わせる。信長から左文字の刀と感状を賜る。
天正元年（1573年）、越前侵攻の刀根坂の戦いにおいて、前夜子の刻に本陣から岡田助右衛門、高田左吉、梶原庄兵衛、福富平左衛門、下方貞清が忍び出て抜け駆け、さらに、前田又左衛門（利家）、佐々内蔵介（成政）、津田金左衛門、湯浅甚介、長井藤助、長井忠兵衛が追い駆けて来て、一つになり、田辺山の敵陣の火の手を見るやいなや、鎗を取り直し突き懸かった。前田、高木、貞清の三人が押し並んで真っ先に駆け入って、長井忠兵衛、福富平左衛門が一番に首を得た。福富は手傷を負い引き退いた。
信長が月毛の馬に乗り、「先陣の勇、よく手柄をなさしむ者は何者か」と大声で聞いたため、抜け駆けの面々が大声で名乗った。信長が「先手の中の先手なる者共哉、急ぎ攻め詰め一騎も残らず討ち取れ」と勇み掛かるので、馬に乗り込んだ。朝倉勢はその夜越前へ引き返すところだったので、不意打ちにあい、防ぐ事ができず、二万余騎が乱れ立ち敗軍した。この時貞清は朝倉義景の一族、魚住彦四郎を討ち取り首を得る。後年、伏見城において、徳川家康の御前に貞清が伺候した際、前田利家も、ともに談話し「これなる左近は先年刀根山に於いて一足を争う有り、これを克す」と話した。
天正4年（1576年）、安土城築城の普請奉行丹羽長秀の下、奉行二十人の代表に任ぜられる。完成後、御腰物を賜る。
慶長6年（1601年）、松平忠吉が尾張国を拝領し、入国する時に、忠吉がしきりに所望し、家康の命により貞清は清洲に付属することとなった。
慶長11年（1606年）、清洲城で死去。戒名は永弘院心源浄廣居士。尾州春日井郡上野邑（現在の名古屋市千種区上野町）臨済宗妙心寺派上野山永弘院に葬る。享年80歳。

## 人物
- 福島正則、加藤清正が貞清に献じていうには、「我等柳ケ瀬の七本鎗は其方小豆坂の七本錬の似せ物なり」と笑った。
- 本拠地上野村における犬山岩倉勢との度々の戦いでは、首を取っては古井戸に投げ入れ、首実検の時に1度にこれを出したという「左近の首井戸」が後世にまで伝えられる。
- 桶狭間の戦いの時に家康が大高城に兵糧を運び入れる際、尾張勢が防ごうとしたところ、三河の内藤正成が弓をもって向かって来たのに対し、貞清が鎗を携えて乗り向かった。正成が二矢を放つも当たらず。貞清は川を渡って追いかけた。後に家康と信長が和平した際、内藤正成は「黒陣羽織りを着し、それがしを追う事烈しく雷の落ち懸かるごとし」などと語った。
- 永禄の初めの頃において、一番鎗を貞清は六度、柴田勝家は五度、岡田助右衛門は四度、と言われていた。寛永の頃の語り伝えでは、貞清は岩国勢六月嶋村においての合戦の時に一番鎗を果たし、祝弥之助の首を取り、同冬川井村における戦いの時にも一番鎗を果たし、また、信長が織田信広と不和の頃、日置城（城主織田常寛）の城戸口においても一番鎗を果たした。
- 尾張国上野村に住み、信長より220貫を賜り領地とする。石高4,500石。柴田勝家が越前にいた時には、種村内匠を使いとして、贈り物とともに南条郡一万石の誘いを受けるが断り行かなかった。蒲生氏郷が会津にいた時には、白川城二万石でしきりに誘われた。また、加藤清正からも招かれ、越前宰相結城秀康からも一万石の申し出を受けた。しかし、弥三郎（長男貞弘）、喜太郎（次男貞吉）が本能寺の変で討ち死にをしたことに「老後思い出為し」としてすべて断った。
- 松平忠吉が尾張国を拝領し、翌慶長6年（1601年）に入国した。この春、家康の家臣の西尾吉次が、家康の命を貞清に示した。その書には、

| 態申入候仍 下野様其方へ御移被成候付き 而貴所御年も御寄被成候得共 内府様被入御念を下野様其方へ御下にて御座候条 切々 下野様へ御参被成候而 御物語の御相手にも成可被申之由 我等へ被仰付候間 其心得被成切々御祗候可被成候 内府様より下野様へも其由御掟被成候 其上小笠原和泉殿へも此方にて我等を御使として能々申入れ候間 此文被遣候はば御祗候可被成候 為其態申入候恐怪謹言 西尾隠岐守 正月十二日 下方左近殿 人々御中 |

- - その年の夏、忠吉は初めて尾張に入ると程なく、貞清を召した。貞清は老人故に遅くなり、清洲城へは夜になって参着した。直ちに玄関へまかり出ると、忠吉が自ら出迎えた。言葉を掛けられ、玄関から座敷に案内され、蝋燭を千挺も立てて歓待を受けた。忠吉からは熱心に仕官を勧められたが、固辞していうには「長男弥三郎、次男武田喜太郎が京都二条において信忠公のお供をつかまつり戦死。また、弥三郎は信州高遠城に仁科盛信が楯籠り、信忠公がこれを攻められた時、一番乗りをし、旗指物を網のように切り裂かれながら打ち破り、網の指物と諸軍からいわれた。また信州松尾において小笠原信嶺が平屋波合において信忠公を防ぎ奉った時、高瀬城主本郷氏を平屋川堤より川中に突き落とした。このような自分にも勝るような武辺者の若者が死んでしまってどうにもしようがない」。忠吉は「惜しむべし」と懇情大変厚く、弥三郎の息子の貞景が尾張国木賀崎長母寺に住み、学問を務めていた所、召し出され御腰物、麻上下を賜り、出家を止どめられた。その後、忠吉がしきりに所望し、家康の命により貞清は清洲に付属することとなった。家康は忠吉に命じる際、「ひとえに美濃一国の代わりと思し召す」という上意があった。
- 尾張国清洲城下において、町人宇佐見某宅の二階に箕浦右馬介、中村対馬、戸田五郎兵衛等とともに集まり囲碁をしている時、「人を討ち立ち退く者有り」という声を聞いて、皆が二階から下りて行った。貞清は老年のため速やかに下りる事ができず、二階の戸を開くと、真下に血刀を持ち駆けて来るものがあった。貞清は窓から飛び降り切り倒した。松平忠吉は「希れなる早業にて老人の手柄なり」と御感と御鷹の鳥を賜る。その後家康の高聞にも達して御感を賜る。